# Enjuncar
Enjuncar es un término de la náutica en la que se sustituye los tomadores que normalmente sujetan aterrada una vela por juncos o filásticas.
El objeto de esta sustitución es poder izar primero la vela, para que entrando dentro de los escotines quede cazada y orientada rápidamente, pues al menor esfuerzo los juncos o filásticas se rompen. Tal proceder se emplea cuando siendo duro el viento se teme que mientras la vela flamee al ser cazada y después izada pueda romperse (rifarse) o cuando por ser escaso el espacio que se tiene para dar la vela se desea tener una orientación rápida del aparejo.

## Otros usos
Enjuncar también significa meter en la sentina de un buque los lingotes más pesados que antiguamente se llevaban para bajar el centro de gravedad, dando al barco mayor estabilidad inicial. En esta acepción es un sinónimo del término "lastrar".